# Lisa vs. Malibu Stacy
"Lisa vs. Malibu Stacy" är avsnitt 14 från säsong fem och sändes på Fox i USA den 17 februari 1994. I avsnittet utmanar Lisa tillverkarna av Malibu Stacy genom göra sin egen docka med skaparen, Stacy Lovell. Abraham Simpson börjar arbeta igen för att känna sig ung. Avsnittet skrevs av Bill Oakley och Josh Weinstein samt regisserades av Jeffrey Lynch. Avsnittet är en referens till Teen Talk Barbie. Kathleen Turner gästskådespelar som Stacy Lovell. Avsnittet innehåller flera referenser till actionfigurer och dockor. Avsnittet fick en Nielsen ratings på 11,6, vilket gav 11 miljoner hushåll och var det näst mest sedda på Fox under veckan det sändes.

## Handling
Pensionärerna i Springfield träffar sin idol Ben Matlock. Farfar inser då han ser honom att han har blivit gammal och besöker sin familj för att ge dem deras arv som består av en låda med gamla dollarmynt. De bestämmer sig för att sälja mynten och spendera pengarna i köpcentret direkt. I leksaksaffären ser Lisa den nya talande Malibu Stacy-dockan och hon får tag i ett av de eftertraktade exemplaren. Då Lisa lyssnar på Malibu Stacy blir hon besviken för hon säger bara sexistiska fraser. Farfar blir ignorerad av familjen och bestämmer sig för att göra nytta igen och söker ett jobb och Lisa bestämmer sig för att få dockan att ändra sina åsikter. Marge och Lisa åker till leksaksfabriken för dockan men cheferna bryr sig inte om hennes åsikter.
Lisa åker till Waylon Smithers som är ägare av världens största Malibu Stacy-samling , och ber om hjälp att hitta Stacy Lovell som skapade dockan som hållit sig hemlig sedan 1974. Lisa får en adress till Lovell av honom och åker iväg för att träffa henne. Lovell kan inte hjälpa Lisa med att förändra dockan då hon sålt företaget men de skapar en ny docka, Lisa Lejonhjärta där Lisa får säga sina åsikter.
Ägarna av Stacy får höra om Lisa-dockan och bestämmer sig för att stoppa familjen från att göra dockan men det lyckas inte. Abe har börjat jobba på Krusty Burger men han blir irriterad på deras policy och slutar snart. Lisas docka är klar och de skickar iväg några exemplar som blir lyckade och bland annat gör Kent Brockman en positiv halvtimmes recension om den i nyheterna. I leksaksaffärerna börjar man samtidigt sälja en ny modell av Malibu Stacy som har en ny hatt vilket gör att dockköparna börjar bli intresserade av den istället för Lisas docka som tappar i försäljningen. Lisa ser sen en ensam tjej välja hennes docka framför Stacys. Lisa inser att även om de bara säljer en docka var inte allt jobb förgäves och Lovell tillägger att om hon betalar en rejäl slant för den.

## Produktion
Avsnittet skrevs av Bill Oakley och Josh Weinstein samt regisserades av Jeffrey Lynch. Då de tänkte ut handlingarna i fler avsnitt bestämde sig för att utveckla Malibu Stacy. Oakley kom på idén att företaget som gör dockan skulle ha en viktig del. Handlingen baseras på Teen Talk Barbie. Oakley och Weinstein ville ha med Abe då de har ett beroende av gamla personer i serien. Enligt Weinstein både gillar vi och hatar dem samtidigt. Han gillar att skriva manus för både Abe och Mr. Burns för de är så gammaldags. Oakley letade i ordböcker för att hitta gamla ord.. David Mirkin tycker att de är svårt att göra Abe rolig men att Bill och Josh gjorde ett bra jobb. Oakleys fru, Rachel Pulido samlar på Barbie-produkter och de åkte under produktionen på flera Barbie-mässor; de träffade bland annat ägaren av den största Barbie-samlingen. Den gav honom idén att Lisa skulle möta den som har flest Malibu Stacy-dockor. Kathleen Turner gästskådespelar som Stacy Lovell. Mirkin tyckte att Turner gjorde att bra jobb och hon satte sina repliker snabbt. Han gillade att regissera henne och tror att en av hennes bästa framträdande har varit i serien.

## Kulturella referenser
I början av avsnittet träffar Abe sin idol, Ben Matlock. Publiken sjunger en annan version av "We Love You, Conrad" från Bye Bye Birdie. Homer dansar på ett stort piano som ligger på marken som en referens till Big. Lisa vill att dockan har visdomen av Gertrude Stein, intelligensen som Cathy Guisewite och målmedvetenhet som Nina Totenberg, det sunda förnuftet av Elizabeth Cady Stanton och utseendet av Eleanor Roosevelt." Stacy Lovells tidigare makar har varit Ken, Johnny West, G.I. Joe, Dr. Colossus och Steve Austin. Lisas ilska över Malibu Stacy-dockorna är en referens till Teen Talk Barbie. En av Malibu Stacy-dockorna pratar som Spindelmannen som en referens till ett fel i produktionen mellan Barbie och G.I. Joe.

## Mottagande
Avsnittet sändes 17 februari 1994 och hamnade på plats 23 över mest sedda program under veckan med en Nielsen ratings på 11,6, vilket ger 11 miljoner hushåll och var det näst mest sedda på Fox under veckan. Hos DVD Movie Guide har Colin Jacobson sagt att avsnittet var bra man inte stort och bara har några starka händelser som Bart går i gayparaden. Många avsnitt från säsongen var bra men denna var en av de sämre. I boken I Can't Believe It's a Bigger and Better Updated Unofficial Simpsons Guide har Warren Martyn och Adrian Wood sagt att även om Lisa har huvudrollen så har Homer och Abe de bästa replikerna. Turner som Stacy fungerar bra. Janica Lockhart på The Easterner har kallat avsnittet för en klassiker och skämtar om kvinnohatare på ett roligt sätt som bara Simpsons klarar av. Patrick Bromley från DVD Verdict har gett avsnittet betyget A, samt Bill Gibron på DVD Talk har gett avsnittet betyg 5 av 5.. Avsnittet är ett av Oakley och Weinsteins favoriter. Mirkins favoritskämt från avsnittet är då Abe cyklar och säger att han är ung. I boken The Simpsons and Philosophy: The D'oh! of Homer har Aeon J. Skoble citerat avsnittet i "Do We Admire or Laugh at Lisa?".